# باتريك بوشارد
باتريك بوشارد هو مخرج كندي، ولد في 1974 في شيكوتيمي في كندا.

## روابط خارجية
- باتريك بوشارد على موقع IMDb (الإنجليزية)
- باتريك بوشارد على موقع قاعدة بيانات الفيلم (الإنجليزية)